# Şehzade Ahmed
Şehzade Ahmed (Amasya, 1466 – Konya, 24 marzo 1513) è stato un principe ottomano, figlio del sultano Bayezid II e della concubina Bülbül Hatun. Contese il trono al fratellastro Selim I, ma fu da questi sconfitto e giustiziato.

## Biografia
Ahmed nacque ad Amasya nel 1466, figlio dell'allora Şehzade Bayezid, governatore della provincia, e della concubina Bulbul Hatun. Aveva almeno una sorella di sangue, Hundi Sultan (una seconda, Ayşe Sultan, è di maternità contestata). 
Una volta adulto, come tradizione, venne inviato in provincia come governatore, prima ad Amasya e poi a Manisa. Divenne noto come poeta e letterato, nonché come mecenate: nella sua cerchia si annoveravano, fra gli altri, la poetessa Mihri Hatun.  
Ahmed era ritenuto il favorito e l'erede apparente di suo padre: l'impero ottomano non ebbe una legge di successione codificata fino al XVII secolo, e qualunque figlio del sultano defunto fosse arrivato per primo a Costantinopoli e si fosse fatto acclamare sultano avrebbe avuto diritto al trono. A quel punto, il nuovo sultano aveva il diritto, secondo la Legge del Fraticidio, di uccidere i propri fratelli e nipoti, che, da parte loro, potevano ribellarsi al sultano per la vita e il trono. Le lotte fratricide erano frequenti e la vicinanza della provincia assegnata allo Şehzade era quindi segno del favore verso questi. Manisa, la città di Ahmed, era provincia più vicina a Costantinopoli. Ahmed godeva inoltre del sostegno del Gran Visir Hadim Ali Pascià. 
In questo contesto, nel 1511 Selim, uno dei fratellastri di Ahmed, si ribellò contro il padre e i fratellastri ancora viventi (Ahmed e Korkut) per il trono. Bayezid lo affrontò e lo sconfisse, costringendolo a riparare in Crimea, dove il khan Menli I Giray era suo alleato (presumibilmente, Selim aveva preso come consorte una sua figlia). 
Nel mentre, Ahmed fu incaricato di reprimere la Ribellione di Şahkulu, in territorio safavide. Invece di affrontare l'esercito nemico, Ahmed mercanteggiò con il proprio esercito e con quello persiano affinché lo sostenessero nella sua salita al trono. Dopo la sconfitta di Selim, Ahmed si dichiarò sultano dell'Anatolia, conquistò Konya e, agli inviti del padre a desistere, marciò sulla capitale, Costantinopoli, trovando le porte sprangate e le truppe fedeli a Bayezid schierate. Ahmed dovette ritirarsi nuovamente a Konya, ma nel frattempo Selim riorganizzò le sue truppe e, con il sostegno del Khan crimeo, riuscì nel 1512 a espugnare Costantinopoli, costringendo Bayezid ad abdicare (il deposto sultano morì in circostanze misteriose un mese dopo) e venendo proclamato nono sultano dell'impero ottomano. 
A quel punto, Selim si dedicò alla sconfitta e all'uccisione dei fratelli e dei nipoti maschi viventi. Ahmed, asserragliato a Konya, fu sconfitto, catturato e giustiziato il 24 marzo 1513, dopo la battaglia di Yenişehir.

## Famiglia

### Consorti
Delle almeno sette consorti che Ahmed doveva avere, ne sono note tre:
- Sittişah Hatun
- Gülçiçek Hatun
- Bülbül Hatun

### Figli
Ahmed aveva almeno sette figli:
- Şehzade Süleyman (morto di peste, Il Cairo, 24 aprile 1513, sepolto nella moschea Havşi Sultan). Governatore di Koca e Çorum dal 1509 al 1513, aveva due figlie, di cui una di nome Hundihan Sultan.
- Şehzade Alaeddin (m. Il Cairo, 14 maggio 1513, morto di peste e sepolto nella moschea Havşi Sultan). Governatore di Bolu dal 1509 al 1513, sposò sua cugina Neslihan Hanimsultan (figlia di Aynisah Sultan) ed ebbe da lei una figlia, Hvandi Sultan, sposata con Sunullah Bey, governatore di Kastamonu.
- Şehzade Osman (m. 14 aprile 1513, Amasya,  giustiziato da Selim I e sepolto nella moschea del sultano Bayezid, Amasya) - con Sittişah Hatun. Governatore di Osmancık dal 1509 al 1513.
- Şehzade Murad (Amasya, 1495 - Ardabil, 16 ottobre 1519). Governatore di Bolu, aveva due figli, Şehzade Mustafa (morto ad Amasya, 1513, giustiziato da Selim I) e Şehzade Mehmed (morto ad Amasya, settembre 1512, giustiziato da Selim I), e una figlia, Asitanşah Sultan.
- Şehzade Ali (1499 - 1513, giustiziato da Selim I).
- Şehzade Mehmed (1500 - 1513, giustiziato da Selim I).
- Şehzade Kasım ( c. 1501 - Il Cairo, 30 gennaio 1518, giustiziato da Selim I e sepolto nella moschea Havşi Sultan).

### Figlie
Ahmed aveva almeno quattro figlie:
- Kamerşah Sultan, chiamata anche Kamer Sultan. Sposata nel 1508 con Damad Mustafa Bey, governatore di Midilli, e figlio di Iskender Pasha. Sepolta con suo padre.
- Fatma Sultan, sposata nel 1508 con Sultanzade Mehmed Bey, Ser-ulufeciyan (capo del corpo di cavalleria dei giannizzeri), figlio di Davud Pascià e di una sorellastra dello stesso Ahmed.
- Fahrihan Sultan, sposata nel 1508 con Damad Suleyman Bey, Silahdar (custode della spada).
- Hanzade Sultan, sposata con Damad Ahmed Bey.

## Nella cultura popolare
Una versione romanzata di Ahmed appare come principale antagonista nel videogioco Assassin's Creed: Revelations , doppiato da Tamer Hassan . Il gioco, ambientato durante la guerra civile ottomana e la ribellione di Şahkulu, ritrae Ahmed come uno stratega calmo e calcolato, a differenza del più violento fratello Selim, con il quale si scontra perché Ahmed è stato nominato erede apparente al trono ottomano. Sembra essere vicino a suo nipote Solimano, il figlio di Selim, il quale sostiene Ahmed nei suoi sforzi per diventare Sultano e disapprova i metodi di suo padre. Verso la fine del gioco, Ahmed si rivela essere il Gran Maestro dell'Ordine dei Templari Turco-Bizantini, che vuole diventare sultano ottomano attraverso l'aiuto degli ultimi bizantini rimanenti che volevano rifondare l'impero, motivo per cui ha sostenuto Manuele Paleologo e Şahkulu nei rispettivi piani. Nello scontro finale del gioco, Ahmed viene sconfitto dal protagonista Ezio Auditore da Firenze, e poi ucciso da Selim venendo spinto da un dirupo. Nel gioco, la morte di Ahmed avviene nel 1512 anziché nel 1513.

## Fonti
- Yaşar Yüce-Prof. Ali Sevim: Türkiye tarihi Cilt II, AKDTYKTTK Yayınları, Istanbul, 1991
- Joseph von Hammer: Geschichte der osmanischen Dichtkunst (condensazione Mehmet Ata) Millitet yayınları, Istanbul
- NicolaeJorga: Geschichte des Osmanischen, (trad. di Nilüfer Epçeli), Yeditepe yayınevi, Istanbul, ISBN  975-6480-19-X
- Yardımcı, Ilhan (1976). Bursa tarihinden çizgiler ve Bursa evliyaları . Yürdav Basim, Yayim
- Demirel, Hâle (2006). MAHKEME SİCİLLERİNE GÖRE XVI. YÜZYIL İLK YARISINDA BURSA VAKIFLARI.
- Tarih incelemeleri dergisi - Volumi 11-12. Ege Üniversitesi Edebiyat Fakültesi. 1996
- Al-Tikriti, Nabil Sirri (2004). Şehzade Korkud (ca. 1468-1513) e l'articolazione dell'identità religiosa ottomana dell'inizio del XVI secolo - Volume 1 e 2